# Calezygocera baloghi
Calezygocera baloghi – gatunek chrząszcza z rodziny kózkowatych i podrodziny zgrzypikowych. Jedyny przedstawiciel rodzaju Calezygocera.

## Zasięg występowania
Gatunek ten występuje na Nowej Kaledonii.